# کیت گربو
کیت گربو (انگلیسی: Kate Gerbeau؛ زادهٔ ۹ اوت ۱۹۶۸) مجری تلویزیون و گوینده اخبار اهل بریتانیا است. وی از سال ۱۹۹۱ میلادی تاکنون مشغول فعالیت بوده است.